# Phasioormia bicornis
Phasioormia bicornis är en tvåvingeart som först beskrevs av Malloch 1932.  Phasioormia bicornis ingår i släktet Phasioormia och familjen parasitflugor. Inga underarter finns listade i Catalogue of Life.